# شيريه
شيريه هي كومونا تقع في إقليم بيمنتة، إيطاليا. يبلغ عدد سكانها حوالي 18،046 نسمة.